# Atractus carrioni
Atractus carrioni este o specie de șerpi din genul Atractus, familia Colubridae, descrisă de Parker 1930. Conform Catalogue of Life specia Atractus carrioni nu are subspecii cunoscute.